# Stenodynerus pulvinatus
Stenodynerus pulvinatus (лат.) — вид одиночных ос из семейства Vespidae.

## Распространение
Встречаются в Северной Америке.

## Описание
Длина переднего крыла самок 7,0—8,0 мм, а у самцов — 5,5—7,0 мм. Окраска тела в основном чёрная с жёлтыми отметинами. Подвид surrufus строит гнёзда в древесине. Для кормления своих личинок добывают в качестве провизии гусениц бабочек из семейств Pyralidae (Phycitinae), Gelechiidae, Tortricidae (Olethreutinae).